# Tenerife (kommun)
Tenerife är en kommun i Colombia.   Den ligger i departementet Magdalena, i den norra delen av landet, 600 km norr om huvudstaden Bogotá. Antalet invånare är 12 550. Arean är 465 kvadratkilometer.
Terrängen i Tenerife är platt.